# 塞加拉阿納克湖

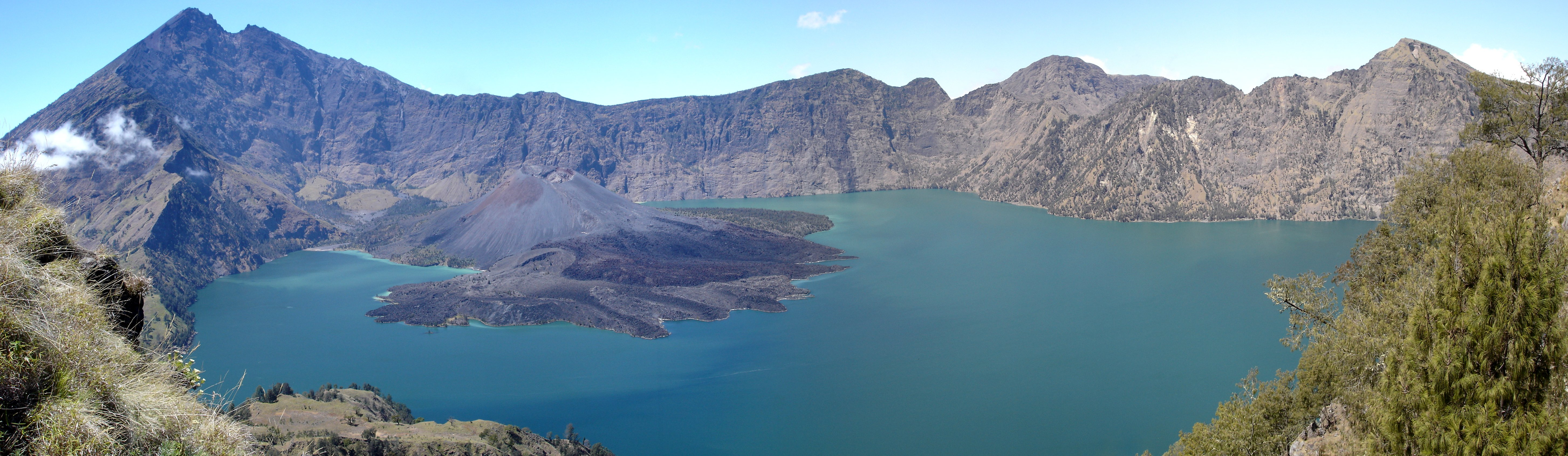

塞加拉阿納克湖是印度尼西亞的火山湖，位於龍目島的林賈尼火山，由西努沙登加拉省負責管轄，面積11.3平方公里，海拔高度2,008米，最大水深190米。
8°25′00″S 116°28′00″E / 8.4166°S 116.4666°E